# 가소성 폭약

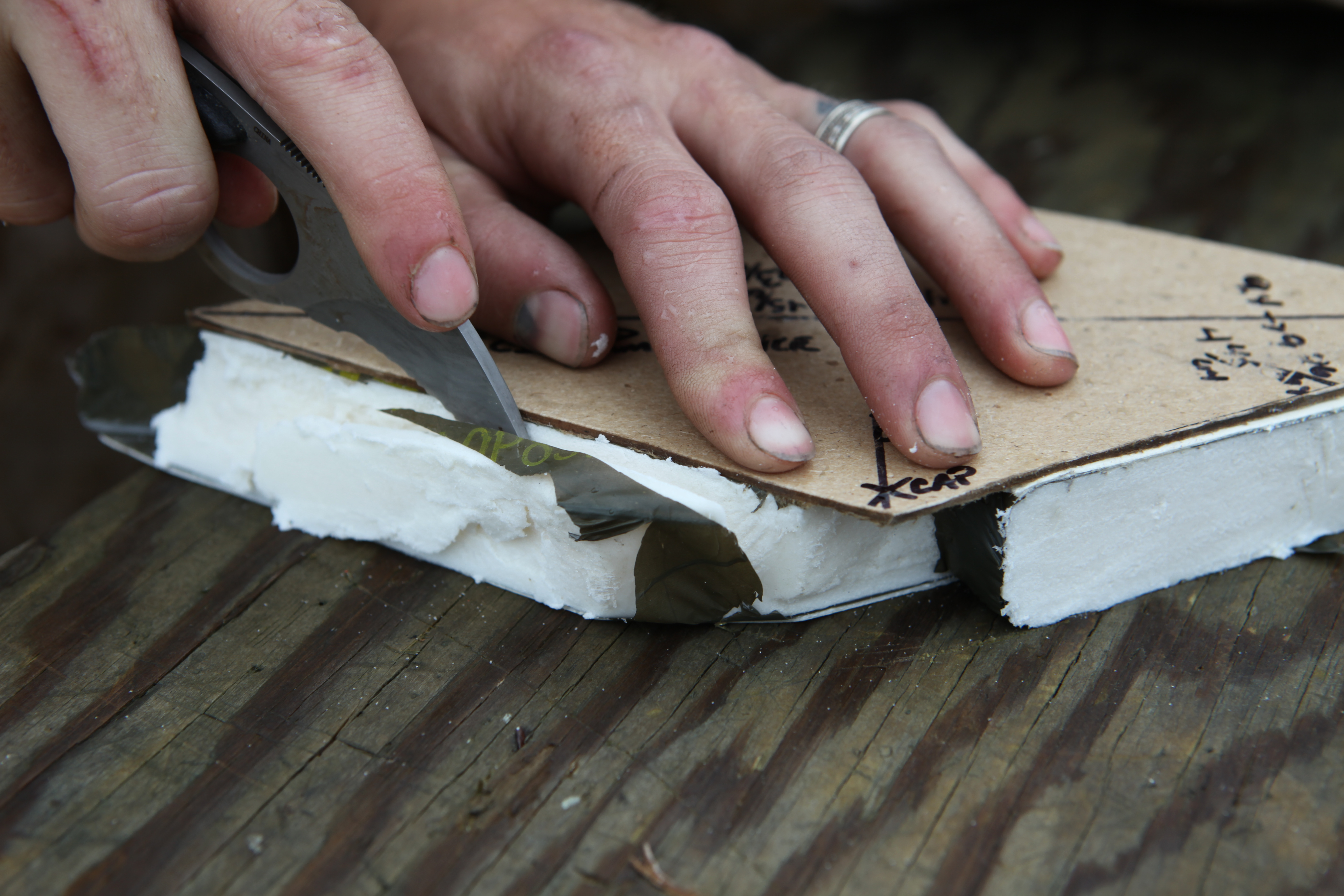
미군 공병이 C-4 폭약을 강철 나이프로 잘라서 성형하는 모습.

가소성 폭약(可塑性爆藥, plastic explosive)은 부드러워 손으로 그 형상을 변형시킬 수 있는 폭발물이다. 파괴 작업시 애용된다. 유명한 가소성폭약으로는 셈텍스와 C-4가 있다.

## 같이 보기
- 가소성 폭약의 탐지를 위한 식별조치에 관한 협약